# ویل اسمیت
ویلارد کارول اسمیت دوم (انگلیسی: Willard Carroll Smith II؛ زادهٔ ۲۵ سپتامبر ۱۹۶۸) بازیگر، تهیه‌کنندهٔ فیلم و رپر آمریکایی است. او جوایز گوناگونی چون یک جایزهٔ گلدن گلوب، یک جایزهٔ اسکار و چهار جایزهٔ گرمی برنده شده‌است. فوربز در سال ۲۰۱۳ اسمیت را پول‌سازترین ستارهٔ جهان معرفی کرد. در آوریل ۲۰۰۷ نیوزویک او را «قدرتمندترین بازیگر هالیوود» نامید. فیلم‌های او تا سال ۲۰۱۹ بیش از ۹.۳ میلیارد دلار در گیشهٔ جهانی فروش داشته‌اند.
اسمیت برای بازی در نقش بوکسور محمد علی در فیلم علی (۲۰۰۱) و دلال سهام کریس گاردنر در فیلم در جستجوی خوشبختی (۲۰۰۶) نامزد دریافت جایزهٔ اسکار بهترین بازیگر مرد شد. او در سال ۲۰۲۱ برای به تصویر کشیدن ریچارد ویلیامز در فیلم درام شاه ریچارد برندهٔ جایزهٔ اسکار بهترین بازیگر مرد شد.

## حرفه
ویل اسمیت کار خود را به عنوان خواننده سبک هیپ هاپ در دهه ۱۹۸۰ آغاز کرد و در سال ۱۹۸۶ جایزه گرمی را برد. در دهه ۱۹۹۰ همزمان با افزایش شهرتش به عنوان خواننده، به عنوان بازیگر و تهیه‌کننده وارد تلویزیون و سینما شد و بسیار موفق عمل کرد و سرعت به یکی از ستاره‌های سیاهپوست پولساز هالیوود تبدیل شد. موفقیت تجاری فیلم‌هایی مانندپسرهای بد و مردان سیاهپوش باعث شد او یکی از گران‌ترین بازیگران سینمای آمریکا از لحاظ دستمزد شناخته شود.
با بازی در نقش محمدعلی در فیلم علی باعث شد در سال ۲۰۰۱ برای نخستین بار نامزد جایزه اسکار شود. بازی در فیلم در جستجوی خوشبختی او را برای دومین بار نامزد دریافت جایزه اسکار کرد.
ویل اسمیت در دهه ۲۰۱۰ در فیلم‌های مورد پسند جوایز سینمایی و آثار عامه‌پسند بازی کرد. او برای بازی در فیلم ضربه مغزی برای ششمین بار نامزد جایزه گلدن گلوب شد. نامزد نشدن او در جوایز اسکار برای این فیلم، جنجال‌های زیادی به همراه داشت. در این دهه حضور او در نقش ددشات در فیلم ابرقهرمانی جوخه انتحار و غول چراغ جادو در علاءالدین نشان می‌داد که او توانایی بسیاری دارد.
موفقیت‌های ویل اسمیت در دهه ۲۰۲۰ نیز ادامه داشتند. او برای بازی در فیلم شاه ریچارد برای نخستین بار جایزه اسکار را برد.

### جنجال در مراسم اسکار ۲۰۲۲
در ۲۷ مارس ۲۰۲۲ در نود و چهارمین دوره جوایز اسکار، کریس راک، کمدین آمریکایی و یکی از اهدا کنندگان برنامه، با جیدا پینکت اسمیت، همسر ویل اسمیت که به دلیل بیماری موهای سرش ریخته، شوخی کرد و گفت:«جیدا، دوستت دارم، جی.آی. جین ۲، بی‌صبرانه منتظر دیدنش هستم» سپس ویل اسمیت به روی صحنه رفت و به او سیلی زد. حاضران در مراسم ابتدا تصور کردند که این اتفاق بخشی از یک شوخی و نمایشی بوده‌است. ویل اسمیت بعداً وقتی به عنوان برنده جایزه بهترین بازیگر مرد برای فیلم شاه ریچارد اعلام شد روی صحنه از آکادمی و حاضرین عذرخواهی کرد، او بعد از گذشت چند روز از کریس راک نیز عذرخواهی کرد.
گفته می‌شود این حرکت ویل اسمیت ممکن است دستاوردهای چند دهه‌ای او به عنوان یک ستاره محبوب و بازیگر باکیفیت را زیر سوال ببرد. اداره پلیس لس آنجلس اعلام کرده که کریس راک از او شکایت نکرده است.
به دلیل این سیلی در مراسم اسکار ویل اسمیت در ۲ آوریل ۲۰۲۲ از آکادمی اسکار استعفا داد و رئیس آکادمی نیز استعفای او را پذیرفت، اما آنها به تحقیقات خود در این باره ادامه دادند، در نهایت هیئت مدیره آکادمی، در تاریخ ۸ آوریل۲۰۲۲ ضمن عذرخواهی از راک و بینندگان تلویزیونی اعلام کردند که وی را به مدت ۱۰ سال از حضور در برنامه‌های خود محروم می‌کنند. اسمیت نیز گفته است رفتارش غیر قابل توجیه است و به تصمیم آکادمی احترام می‌گذارد.او باری دیگر در تاریخ ۲۹ ژوئیه از اقدام خود در مراسم اسکار، عمیقا اظهار پشیمانی کرد.
همچنین نتفلیکس و سونی پیکچرز اینترتینمنت پروژه های فعلی خود با اسمیت را معلق کردند.

## فیلم‌شناسی
1992- ''Where the Day Takes You''
1993- ''Made in America''
      ''Six Degrees of Separatin''
1995- ''Bad Boys''
1996- ''Independence Day''
1997- ''Men in Black''
1998- Ene''my of the State''
1999- ''Wild Wild West''
2000- ''The Legend of Bagger Vance''
2001- ''Ali''
2002- ''Men in Black II''
2003- ''Bad Boys II''
2004- ''Jersey Girl''
      ''I, Robot''
      ''Saving Face''
      ''Shark Tale''
2005- ''Hitch''
2006- ''ATL''
      ''The Pursuit of Happyness''
2007- ''I Am Legend''
2008- ''Hancock''
      ''The Human Contract''
      ''The Secret Life of Bees''
      ''Lakeview Terrace''
      ''Seven Pounds''
2010- ''The Karate Kid''
2012- ''This Means War''
      ''Men in Black 3''
2013- ''After Earth''
      ''Anchorman 2: The Legend''
2014- ''Winter's Tale''
      ''Annie''
2015- ''Focus''
      ''Concussion''
2016- ''Suicide Squad''
      ''Collateral Beauty''
2017- ''Bright''
2019- ''Student of the year 2''
      ''Aladdin''
      ''Dads''
      ''Gemini Man''
      ''Spies in Disguise''
2020- ''Bad Boys for Life''
      ''Life in a Year''
2021- ''King Richard''
2022- ''Emancipation''
2024- ''Bad Boys: Ride or Die''

2025- ''GTA san andreas movie''